# Vierspornbaum

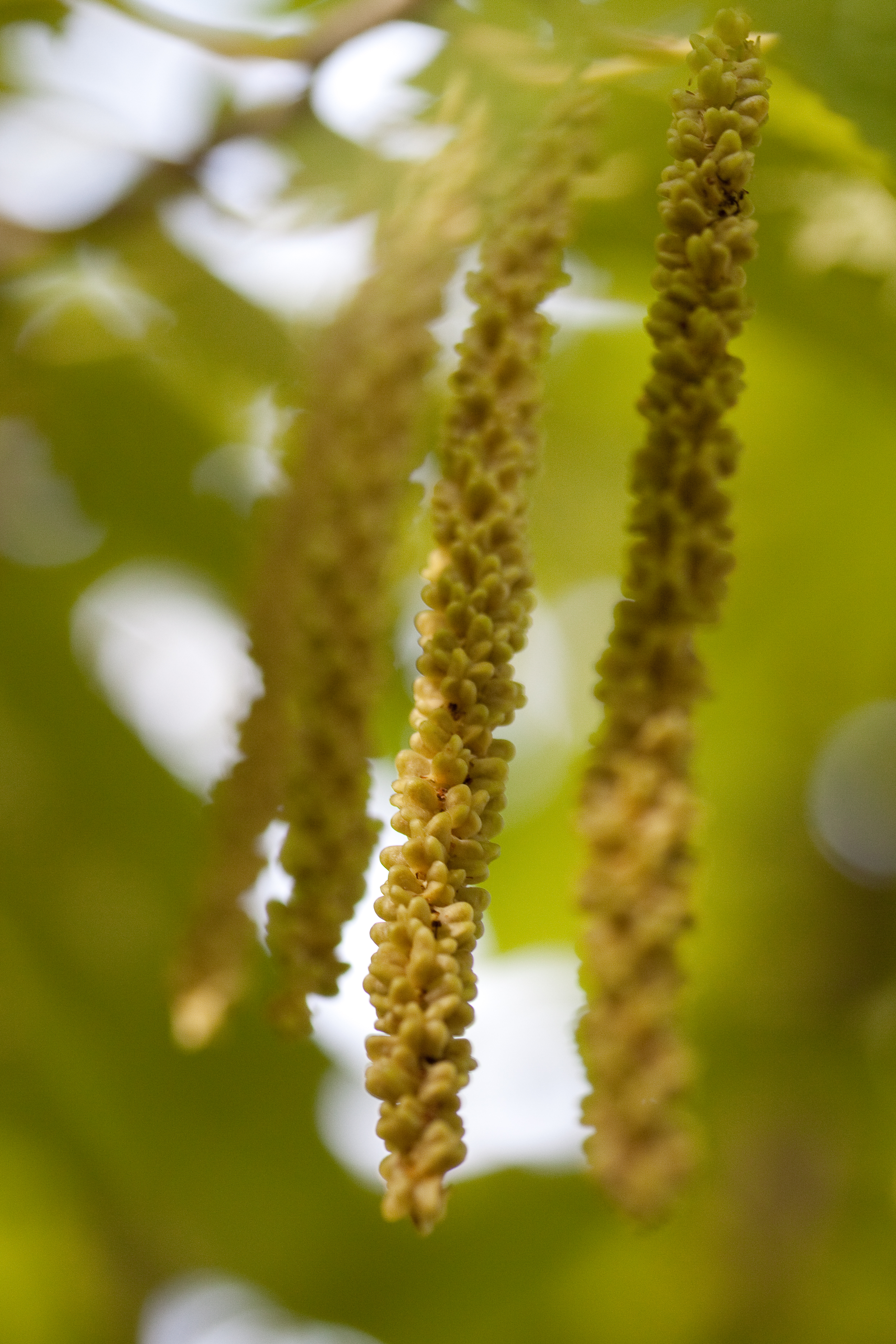
Junger Fruchtstand

Der Vierspornbaum (Tetracentron sinense) ist die einzige Pflanzenart in der monotypischen Gattung Tetracentron der nur zwei Gattungen und nur zwei Arten enthaltenden Familie Trochodendraceae. Sie ist die einzige Familie der Ordnung der Trochodendrales.

## Beschreibung
Dieser sommergrüne Laubbaum erreicht Wuchshöhen von bis zu 15–20 oder mehr Metern. Die glatte Borke ist graubraun. Das Holz besitzt keine Tracheen. Vor dem Laubaustrieb wachsen die Knospen nach oben gerichtet. Die wechselständigen und kurz gestielten, einfachen, papierigen bis leicht ledrigen, kahlen Laubblätter haben eine ei- bis herzförmige Form. Außerdem sind sie 7 bis 12 cm lang, abgerundet oder stumpf gezähnt bis gesägt, spitz bis zugespitzt und mit fünf bis sieben handförmigen Hauptadern durchzogen. Den Namen verdankt der Baum seinen spornartigen Auswüchsen der Zweige und Äste, wo die Blätter heraussprießen. Kleine Nebenblätter sind vorhanden. Die Herbstfärbung ist gelb, die jungen Blätter sind rötlich.
Die sehr kleinen, gelb-grünen, sitzenden und vierzähligen, zwittrigen Blüten, die sich während des Sommers allmählich vergrößern und öffnen, erscheinen im Frühjahr in hängenden, schlanken, 9 bis 15 cm langen kätzchenförmigen, ährigen, steifen Blütenständen. Die Blüten in Vierergruppen sind jeweils von einem Deckblatt unterlegt. Die Blüten enthalten vier Perigonblätter (Tepale), vier Staubblätter und vier verwachsene Fruchtblätter, die einen oberständigen Fruchtknoten, mit vier, später zurückgebogenen Griffeln mit auslaufenden, länglichen Narben bilden.
Es werden mehrsamige, kleine Balgfrüchte mit beständigen, zuletzt abwärtsgerichteten Griffeln gebildet.
Die Chromosomenzahl beträgt 2n = 48.

## Verbreitung
Tetracentron sinense stammt aus Zentral-, Ost- und Westchina, Tibet, Sikkim, Nepal sowie Bhutan. Aber auch im südlichen China sowie im nördlichen Myanmar bis nach Vietnam wurden natürliche Bestände entdeckt. Die Art wird in Arboreten und gelegentlich auch in Gärten kultiviert.

## Taxonomie
Tetracentron sinense wurde 1889 von Daniel Oliver in Hooker’s Icones Plantarum, vol. 19: tab. 1892 erstbeschrieben.